# Gnathothlibus saccoi
Gnathothlibus saccoi là một loài bướm đêm thuộc họ Sphingidae. Loài này có ở Vanuatu.
Chiều dài cánh trước khoảng 42–49 mm đối với con đực và 52–57 mm đối với con cái. Nó giống với Gnathothlibus erotus nhưng có kích thước lớn hơn và sải cách rộng hơn.